# Glarner-overschuiving
De Glarner-overschuiving (Duits: Glarner Hauptüberschiebung; Engels: Glarus-thrust) is een geologisch fenomeen: in een groot gebied liggen oudere gesteenslagen op jongere. Deze grote overschuiving bevindt zich in de Alpen van oostelijk Zwitserland. Langs de overschuiving zijn de Helvetische Dekbladen over het Aarmassief en het Infrahelveticum over meer dan 100 km naar het noorden geschoven. Daarbij zijn oudere Permo-Triassische gesteenten van de Verrucanogroep over jongere kalksteen uit het Jura en Krijt en Paleogene flysch komen te liggen.
De Glarner-overschuiving dagzoomt vanwege de horizontale oriëntatie en het grote reliëf over een groot gebied in de kantons Glarus, Graubünden en Sankt Gallen. Bekende ontsluitingen zijn in de Tschingelhörner tussen Elm en Flims (in dezelfde bergwand bevindt zich ook het Martinsloch) en bij Lochsite, niet ver van de stad Glarus.

## Werelderfgoed
Dergelijke overschuivingen komen bijna in alle gebergtes ter wereld voor, maar de Glarner-overschuiving is een spectaculair voorbeeld en heeft een belangrijke rol gespeeld in de wetenschappelijke kennis over het ontstaan van gebergten in het algemeen. Daarom is het gebied waarin de overschuiving dagzoomt onder de naam 'Swiss Tectonic Arena Sardona (Zwitserse tektonische "arena" Sardona) tot UNESCO-werelderfgoed (een zogenaamde geotoop) verklaard. Dit gebied is 32.850 hectare groot en bevat meerdere bergtoppen van meer dan 3000 meter hoog, zoals de naamgevende Piz Sardona, de Ringelspitz en de Pizol. Het gebied beslaat negentien gemeenten en bestaat voornamelijk hooggebergte tussen het Surselva, het Linthdal en het Walenmeer.
In 2006 verzocht de Zwitserse regering de International Union for Conservation of Nature and Natural Resources (IUCN) om de overschuiving als werelderfgoed te nomineren. De IUCN kon op grond van het voorgelegde dossier geen "buitengewone, universele waarde" toeschrijven, waarop het verzoek werd ingetrokken. In maart 2008 deden de Zwitsers een nieuw, dit keer wel succesvol verzoek. In 2008 werd het tektonisch landschap van Serdona door UNESCO op de Werelderfgoedlijst geplaatst.

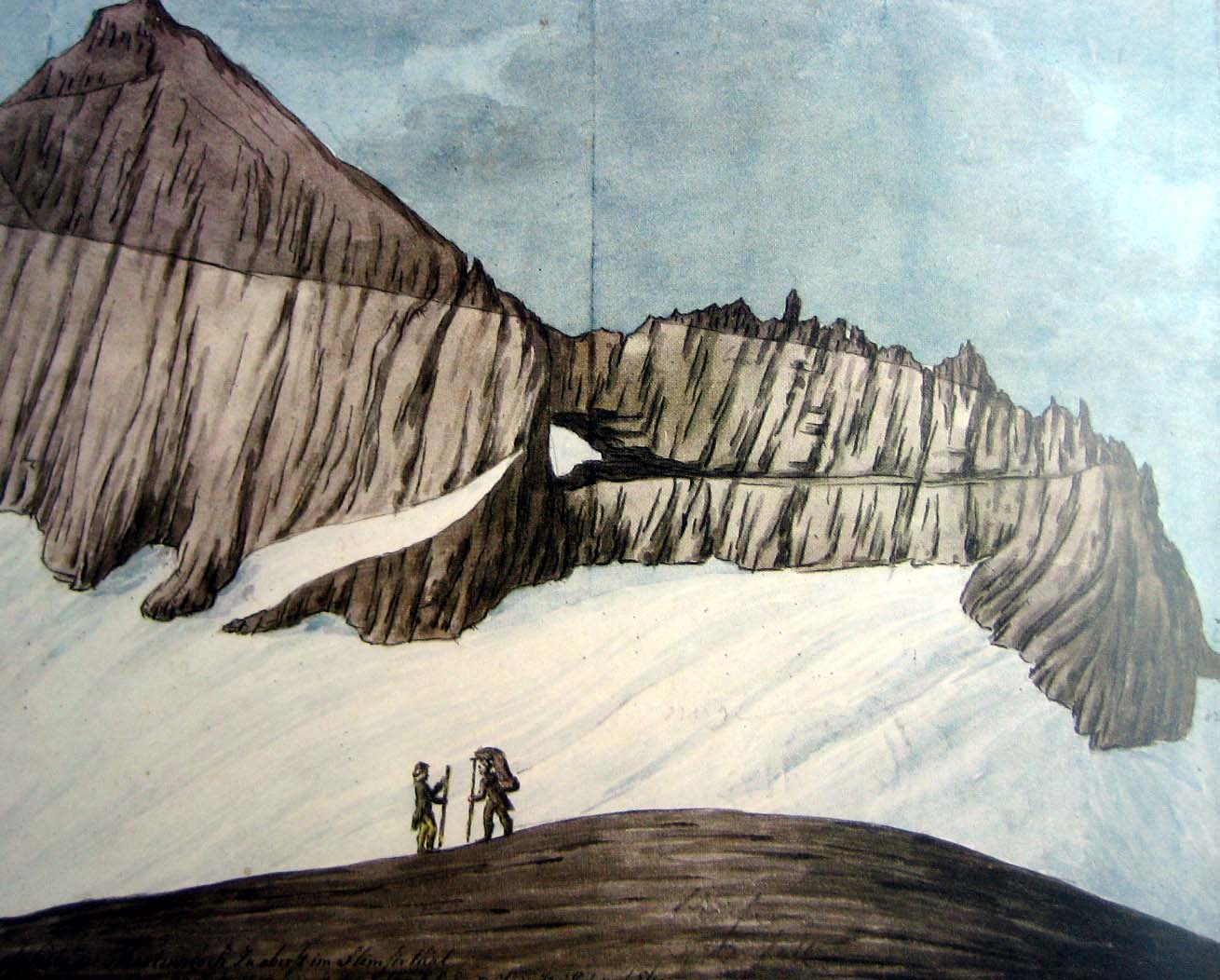
Tekening van de Glarner-overschuiving in de Tschingelhörner door Hans Conrad Escher von der Linth, 1812.

## Onderzoeksgeschiedenis
De eerste natuuronderzoeker die de Glarner-overschuiving opmerkte, was Hans Conrad Escher von der Linth (1767-1823) die ontdekte dat, in tegenstelling tot wat normaal verwacht mag worden, in grote delen van de Oost-Zwitserse Alpen oudere gesteenten bovenop jongere liggen. Zijn zoon, de geoloog Arnold Escher von der Linth (1807-1872), onderzocht de geologie van de Zwitserse Alpen nauwkeuriger en stelde vast dat dit het geval was in een groot gebied. Hij bedacht dat de oudere gesteenten honderden kilometers over de jongere moesten zijn geschoven in de vorm van een zogenaamd dekblad. In die tijd geloofden de meeste geologen in de geosynclinetheorie, de theorie dat verticale bewegingen van de aardkorst voor het ontstaan van gebergten en troggen zorgen. In deze theorie was geen plaats voor grote horizontaal gerichte krachten. Arnold Escher kon daarom geen verklaring vinden voor de Glarner-overschuiving. Hij nodigde de internationaal bekende Britse geoloog Roderick Murchison uit naar Zwitserland te komen om de structuur te bekijken. Murchison, die eerder een grote overschuiving in Schotland (de Moine thrust) gezien had, was onmiddellijk overtuigd met een grote overschuiving te maken te hebben. Escher kon echter geen verklaring vinden hoe een dergelijke gesteentemassa over die afstand verschoven was, en verklaarde de structuur in 1866 als een enorme plooi. Zelf gaf hij toe dat deze hypothese zeer onwaarschijnlijk was.
Eschers opvolger Albert Heim (1849 - 1937) was aanvankelijk een voorstander van de plooi-hypothese. Desondanks waren er veel geologen die in Murchisons dekblad-hypothese geloofden, zoals August Rothpletz (1853-1918), die ook in andere gebergten dergelijke overschuivingen meende te herkennen. Marcel Bertrand (1847 - 1907), die in de Belgische Ardennen vergelijkbare structuren had gezien, interpreteerde de structuur op basis van Heims gegevens als een overschuiving. Na 1883 raakten Britse geologen als Archibald Geikie overtuigd dat de Schotse Hooglanden bestaan uit een opeenvolging van grote overschuivingen. In 1893 ontdekten Maurice Lugeon en Hans Schardt in westelijk Zwitserland een soortgelijke grote overschuiving als die in Glarus. Aan de hand daarvan stelde Schardt, dat de Alpen een opeenvolging van dekbladen bevatten, platte eenheden over elkaar geschoven gesteente. Ook Heim raakte aan het begin van de twintigste eeuw overtuigd van de theorie van dekbladen. Vanaf dat moment begonnen geologen overal ter wereld de structuur van gebergten met dekbladen en grote overschuivingen te beschrijven. Het bleek al snel dat de meeste gebergtes bestaan uit dekbladstapelingen. Een verklaring voor het ontstaan van deze overschuivingen bleef echter uit. Die kwam pas in de jaren 50 van de twintigste eeuw in de vorm van de theorie van platentektoniek. De beweging van tektonische platen zorgt daarbij voor de horizontale krachten die nodig zijn om dekbladen over honderden kilometers te verplaatsen.

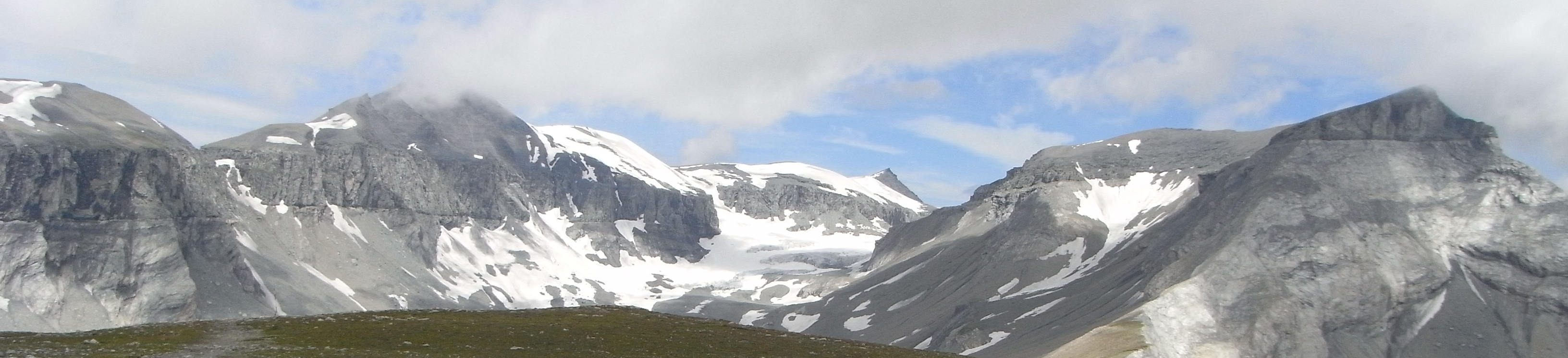
De Glarner-overschuiving ontsloten in de wand van de Atlas, Piz Segnas en Piz Dolf.

Abdij van Sankt Gallen · Benedictijner abdij Sankt Johann in Müstair · Kastelen van Bellinzona · Oude binnenstad van Bern · Zwitserse Alpen Jungfrau-Aletsch · Monte San Giorgio · Lavaux, wijngaardterrassen · Tektonische landschap van Sardona · Rhätische Bahn in het Albula / Bernina landschap · La Chaux-de-Fonds / Le Locle, stadsplanning van horlogemakersstadjes · Prehistorische paalwoningen in de Alpen · Architecturaal werk van Le Corbusier · Oude en voorhistorische beukenbossen van de Karpaten en andere regio's van Europa